# Александер, Пол (юрист)
Пол Ричард Александер (англ. Paul Richard Alexander; 30 января 1946, Даллас — 11 марта 2024, Даллас) — американский юрист и писатель, в 6 лет перенёсший тяжёлую форму полиомиелита и в результате парализованный. Всю жизнь он провёл в аппарате «железные лёгкие» (англ. Iron lung), покидая его максимум на несколько часов. Пол Александер стал примером упорства в достижении полноценной жизни инвалида — он окончил школу, получил высшее образование и вёл юридическую практику, в том числе участвовал в судебных заседаниях. В 2020 году он написал автобиографическую книгу.

## Болезнь
В 1952 году, когда ему было 6 лет, Пол жил с родителями в пригороде Далласа (штат Техас, США). Во время возникшей в этом году вспышки полиомиелита он заболел. Через неделю после появления симптомов его состояние сильно ухудшилось и он был госпитализирован в парклендскую больницу вместе с сотнями других тяжело больных детей.
В ходе болезни тело Пола разбил паралич ниже шеи, он не мог дышать самостоятельно, и его поместили в аппарат искусственного дыхания Iron lung (железное лёгкое — барокамера с изменяемым давлением и герметизированным отверстием для шеи пациента). В больнице Пол провёл 18 месяцев, всё время — в аппарате искусственного дыхания без шансов на выздоровление.
В 1954 году родители забрали его вместе с аппаратом домой, где организовали ему курс реабилитации с физиотерапевтом, специализировавшейся на работе с параличом дыхательной мускулатуры, которая научила его дышать при помощи языка. Под руководством врача Пол освоил технику глоссофарингеального дыхания, которую используют фридайверы: он набирал воздух в рот и с помощью движений языком проталкивал его в лёгкие. Спустя год тренировок он научился находиться вне своей железной коробки в течение 3 минут, и за этот успех родители подарили ему щенка.
Через три года, развив навык глоссофарингеального дыхания, Пол смог обходиться без аппарата «железное лёгкое» несколько часов подряд.

## Образование
Несмотря на трудности, Пол учился в школе. В 1959 году, в возрасте 13 лет, он стал одним из первых детей, включённых в муниципальную программу дистанционного обучения в Далласском независимом школьном округе (англ. Dallas Independent School District), и окончил школу (Средняя школа У. В. Самуэлла, англ. W. W. Samuell High School) в возрасте 21 года. Он был первым в истории школьником, прошедшим курс старшей школы дистанционно. При этом в аттестате у него были только «пятёрки» и одна «четвёрка» («4» он получил по биологии из-за того, что, будучи парализован, он не смог препарировать животное).
После школы Пол на «отлично» сдал вступительные экзамены в университет, но ректорат отказался его зачислить в университет из-за инвалидности. С поддержкой своих школьных учителей Пол преодолел сопротивление ректората и через два года поступил в Южный методистский университет в Далласе, окончил его, затем поступил на юридический факультет Техасского университета в Остине.
В 1978 году Пол получил диплом бакалавра.
По окончании университета Пол поступил в аспирантуру по праву, в 1984 году получил степень доктора юриспруденции и в 1986 году сдал экзамен на адвоката, что позволило ему начать частную адвокатскую практику.

## Работа юристом
Получив диплом адвоката, Пол нанял помощницу и сиделку Кэти Гейнс. Она жила по соседству с ним и помогала как в работе, так и в быту.
В ходе юридической практики П. Александер посещал судебные заседания, он участвовал в уголовных и гражданских судебных процессах, занимался ювенальными делами; вёл споры о социальном обеспечении и корпоративные споры, а также занимался завещаниями.

## Жизнь на пенсии
С возрастом у Пола становилось всё меньше сил. В пожилом возрасте старше 70 лет Пол мог покидать аппарат «железное лёгкое» только на несколько минут, на большее ему уже не хватало сил. В возрасте 74 года он уже совсем не мог обходиться без аппарата искусственного дыхания.
В 2022 году Пол Александер попал в Книгу рекордов Гиннесса как человек, дольше всех живущий благодаря «железному лёгкому» — к этому году он пользовался аппаратом 70 лет.
11 марта 2024 года Пол Александер скончался в возрасте 78 лет в своём небольшом доме в Далласе. Он был одним из двух последних людей, всё ещё использующих эту технологию, наряду с Мартой Лиллард, которая впервые начала использовать «железное лёгкое» в 1953 году.

## Литературное творчество
В 2020 году Пол совместно со своим другом Норманом Брауном (Norman D. Brown) написал книгу мемуаров Three Minutes for a Dog: My Life in an Iron Lung (Три минуты ради собаки. История человека, живущего в «железном лёгком»).

## Инклюзия
В 1960-е в США не было государственных программ инклюзии инвалидов, люди с инвалидностью были невидимы в обществе, и появление Пола в инвалидной коляске в университете привлекало внимание публики.
Отец Пола сделал для сына сначала плоскую палочку с закреплённой на её конце авторучкой, которую Пол зажимал в зубах и мог ей писать. В дальнейшем отец сделал разные палочки для разных задач. С их помощью Пол писал, рисовал, печатал на пишущей машинке.
Пол отказался от практики сидения дома, он посещал вечеринки и стрип-клубы, молился в церкви, путешествовал на самолётах и океанских кораблях.
В зрелом возрасте Пол Александер организовал сидячую забастовку за права людей с ограниченными возможностями и сам участвовал в ней.
С конца 1960-х годов производство аппаратов «железное лёгкое» было прекращено, что в дальнейшем стало для Пола проблемой — его аппарат временами приходил в негодность, а заменять его на аппарат ИВЛ, который работает посредством трахеотомии, Пол не хотел — из-за операции Полу пришлось бы изменить образ жизни. В 2018 году на весь мир было всего три действующих экземпляра «железного лёгкого», и все — в США.
В 2015 году «железное лёгкое» Пола потеряло герметичность, и с ремонтом аппарата ему помогли друзья — они нашли инженера, который смог починить его дыхательный аппарат. Будучи умельцем по ремонту гоночных автомобилей (это его хобби, а работает он в Environmental Testing Laboratory), Брэди Ричардс (англ. Brady Richards) разобрался в устройстве «железного лёгкого», изготовил износившиеся детали и восстановил работу аппарата, и стал дальше обслуживать «лёгкие» Пола.

## Личная жизнь
В студенческие годы у Пола были романтические отношения со студенткой Клэр, они обручились, но родители Клэр запретили ей общаться с Полом, и помолвка была расторгнута. В дальнейшем Пол так и не женился.
С сиделкой и помощницей К. Гейнс у Пола сформировались близкие отношения без какой-либо романтики, чисто деловые.
Спустя 65 лет болезни Пол увиделся со Сью Перри (англ. Sue Perry), которая лежала одновременно с ним в отделении полиомиелита (ей тогда было 4 года). В отличие от Пола, её функции тела не так сильно были повреждены вирусом, она восстановилась и, узнав о том, что он жив, приехала к нему в 2018 году.

## Семья
- Брат (старший, умер): Ник[3].